# .br
.br је највиши Интернет домен државних кодова (ccTLD) за Бразил. Администриран је од стране Управљајућег комитета за Интернет у Бразилу.